# خودارضاگر بزرگ
خودارضاگر بزرگ (به اسپانیایی: El gran masturbador) یک نقاشی اثر سالوادور دالی است که او در دوره فراواقع‌گرایی کشید. این اثر هم‌اکنون در موزه ملی مرکز هنر رینا سوفیا در مادرید نگهداری می‌شود.

## بازنمود
در مرکز این نقاشی یک نیمرخ غیرطبیعی چهره انسان وجود دارد که به سمت پایین نگاه می‌کند، این چهره از شکل سنگی طبیعی در کپ دو کروس در ساحل دریای کاتالونیا الهام گرفته شده‌است. این چهره در اثر معروف‌تر دالی به نام «تداوم حافظه» نیز دیده می‌شود. یک زن برهنه (شبیه گالا دالی) در پشت سر جای دارد. این زن می‌تواند تصویر ذهنی خودارضایی‌ای باشد که در عنوان نقاشی آمده. دهان زن در نزدیکی کشال بدن مردی که شلوارک نازک بر تن دارد، قرار دارد؛ که می‌تواند نشانه‌ای از امکان رخدادن قضیب‌لیسی باشد. پیکر مرد که تنها از کمر به پایین دیده می‌شود، بریدگی‌های تازه‌ای روی زانو دارد که هنوز خونریزی می‌کنند. در زیر سر نیمرخ مرکزی، روی دهانش، یک ملخ وجود دارد، حشره‌ای که دالی در نوشته‌هایش چندین بار به آن اشاره کرده‌است. ازدحامی از مورچه‌ها (نقشی مشهور در کارهای دالی، که نمایانگر اضطراب جنسی است) روی شکم ملخ و نیمرخ قرار دارد. در چشم‌انداز پایین، سه شکل دیگر به همراه یک تخم مرغ (که معمولاً نمادی از باروری است) و چند نقش پراکنده دیگر وجود دارد. دو شخصیت کوچک در پایین به گونه‌ای کشیده شده‌اند که یک سایه مشترک دراز ایجاد کنند، درحالی که شخصیت دیگر با عجله در مسیری در حاشیه بوم در حال قدم زدن است. در پشت سر نیمرخ مرکزی، دو سنگ و یک گیاه خشک درون گلدان دیده می‌شود، گلدان روی سنگی قرار دارد و در همین حال به‌گونه‌ای غیرواقعی سنگ روی خود را نیز متعادل می‌کند. این بخش از نقاشی می‌تواند نشان دهنده فرار از واقعیت باشد که در بسیاری از دیگر کارهای هنری دالی نیز داده می‌شود

بخشی از نقاشی باغ لذت دنیوی اثر هیرونیموس بوش که شباهت‌هایی با خودارضاگر بزرگ دارد.

## برداشت
این نقاشی ممکن است نمایانگر نگرش‌های شدیداً درون‌ستیزانه دالی در رابطه با روابط جنسی باشد. در جوانی دالی، پدرش کتابی از عکس‌های افرادی که از بیماری‌های آمیزشی درمان‌نشده رنج می‌بردند سرهم کرده بود تا به پسرش درس عبرت بدهد. عکس‌های اندام‌های تناسلی آسیب‌دیده و بیمار، دالی جوان را وحشت زده کرد، به این دلیل او همواره آمیزش جنسی را با فساد و بیماری در بزرگسالی در ارتباط می‌دانست.
این نقاشی با نقاشی باغ لذت دنیوی از هیرونیموس بوش مقایسه شده. این نقاشی همانند سمت راست بخش چپی نقاشی باغ لذت دنیوی است که از سنگ، بوته و حیوانات کوچک که شبیه نیمرخ هستند، تشکیل شده‌است.

## تاریخچه
دالی نقاشی را در مجموعه شخصی خود در تئاتر و موزه دالی در فیگرس نگه داشت. در سال‌های پایانی زندگی آن را به مجموعه ملی اسپانیا، موزه مادرید، اهدا کرد.